# Великий Ліон

Мапа агломерації (червоним позначено місто Ліон, а блакитним — агломерація, що утворює «Великий Ліон»).

Великий Ліон (фр. Grand Lyon), скорочено COURLY (фр. Communauté urbaine de Lyon) — агломерація міста Ліона та навколишніх міст. Великий Ліон є міжмуніципальною структурою, що складається з 58 громад в департаменті Рона.
Так само, як і громади Бордо, Лілля та Страсбурга, громада Ліона була створена законом 66-1069 від 31 грудня 1966 року. Однак, Великий Ліон утворився 1 січня 1969 р., після приєднання до департаменту Рони деяких громад департаментів Ен та Ізер 1 січня 1968 р. З тих пір закон заохочує включення громад в межах одного департаменту.
Його президентом традиційно є мер Ліона.
Великий Ліон охоплює більшість приміських районів Ліона. Тим не менш, муніципалітети віддалених від центру районів створили свої міжобщинні структури, як спільнота комун Східного Ліона (29 464 жителів) і спільноти муніципалітетів в долині Гаронни (28 459 жителів).